# 이보어 위키백과

이보어 위키백과는 이보어로 운영되는 위키백과 언어판이다. 기호는 ig이다.